# Battaglia delle Amazzoni
La Battaglia delle Amazzoni (o Amazzonomachia) è un dipinto a olio su tavola (121x165,5 cm) realizzato intorno al 1615 dal pittore fiammingo Peter Paul Rubens. Viene considerata una delle opere che esprime con maggiore intensità l'ammirazione di Rubens per Leonardo.